# Pietro di Giovanni Lianori

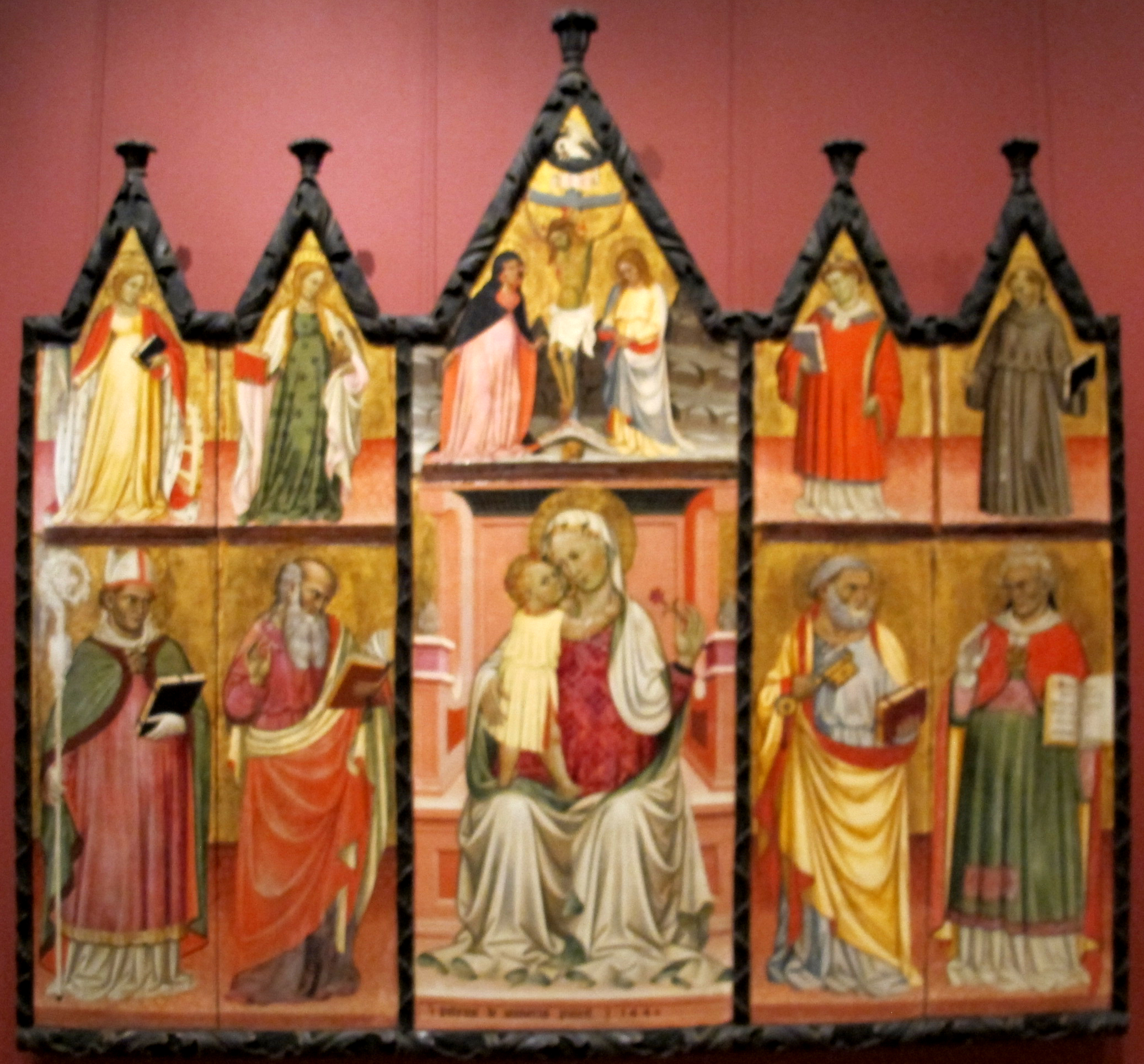
Pietro di Giovanni Lianori, Madonna con Bambino e santi, 1440 circa

Pietro di Giovanni Lianori (fl. 1412-1453) è stato un pittore italiano attivo a Bologna.

## Biografia
Poco si sa della sua biografia. Firmò una sola delle sue opere come Petrus Joanis.
Tra le sue opere vi è la tela con una Madonna in trono e Santi Caterina e Giovanni Evangelista (1412) per la chiesa di San Pietro in Fiesso, nel comune di Castenaso. Il suo stile è affine al gotico di Lippo di Dalmasio e Jacopo di Paolo.
Altre opere attribuite sono un affresco della Madonna in gloria con quattro santi per il campanile della chiesa di San Francesco, una Madonna con angeli per la Certosa di Bologna e una Madonna col Bambino per la cappella Foscarari nella Basilica di San Petronio.
Pietro dipinse anche un polittico raffigurante una Madonna in trono col Bambino, incoronato da angeli e accompagnato dai santi Girolamo e Petronio con un fregio superiore raffigurante l’Annunciazione alla Vergine con i Santi Stefano, Domenico, Francesco e Agostino (1453), ora nella Pinacoteca nazionale di Bologna. Il dipinto era una volta la pala d'altare principale nella sagrestia della chiesa di San Girolamo di Miramonte.